# Li Jiangyan
Li Jiangyan (* 22. Mai 1999 in Jiujiang) ist eine chinesische Leichtathletin, die sich auf den Hammerwurf spezialisiert hat.

## Sportliche Laufbahn
Erste internationale Erfahrungen sammelte Li Jiangyan im Jahr 2018, als sie bei den Juniorenasienmeisterschaften in Gifu mit einer Weite von 61,44 m die Silbermedaille im Hammerwurf gewann. 2022 siegte sie mit 71,16 m beim Kladno hází a Kladenské Memoriály und startete anschließend bei den Weltmeisterschaften in Eugene, bei denen sie mit 70,50 m in der Qualifikationsrunde ausschied. Im Jahr darauf siegte sie bei den World University Games in Chengdu mit einem Wurf auf 71,20 m und 2024 verpasste sie bei den Olympischen Sommerspielen in Paris mit 70,54 m den Finaleinzug. Im Jahr darauf gewann sie bei den Asienmeisterschaften in Gumi mit 69,13 m die Silbermedaille hinter ihrer Landsfrau Ji Li.